# Tomáš Dvořák
Pour les articles homonymes, voir Tomas Dvorak (homonymie).
Tomáš Dvořák (né le 11 mai 1972 à Zlín) est un athlète tchèque spécialiste des épreuves combinées. Champion du monde du décathlon trois fois consécutivement de 1997 à 2001, il a détenu le record du monde de la discipline durant près de deux ans grâce à sa performance de 8 994 points établie en 1999 à Prague.

## Carrière
Triple champion du monde du décathlon (1997, 1999, 2001), il est également l'ancien détenteur du record du monde avec 8 994 points réalisés à Prague en 1999. Ce score est encore aujourd'hui la troisième meilleure performance mondiale de tout temps. Il échoue à 6 points seulement de la barre des 9 000 points, barre qui sera ensuite franchie par son compatriote Roman Šebrle en 2001 lors de l'établissement du nouveau record du monde.
Dvořák demeure néanmoins le seul athlète à obtenir un score supérieur à 8 900 points à trois reprises.
En 2006 il participe à la première saison de StarDance, la version tchèque de Danse avec les stars. Il termine à la 3e place. 
Dvořák annonce sa retraite sportive en juillet 2008, après son échec dans la poursuite de son objectif de qualification pour les Jeux olympiques 2008 de Pékin.
Il est désormais l'entraineur en chef de la fédération tchèque d'athlétisme.

## Palmarès
| Date | Compétition                    | Lieu       | Résultat | Épreuve    | Performance |
| ---- | ------------------------------ | ---------- | -------- | ---------- | ----------- |
| 1993 | Championnats du monde          | Stuttgart  | 10e      | Décathlon  | 8 032 pts   |
| 1994 | Championnats d'Europe          | Helsinki   | 7e       | Décathlon  | 8 065 pts   |
| 1995 | Championnats du monde en salle | Barcelone  | 2e       | Heptathlon | 6 169 pts   |
| 1995 | Championnats du monde          | Göteborg   | 5e       | Décathlon  | 8 236 pts   |
| 1996 | Championnats d'Europe en salle | Stockholm  | 2e       | Heptathlon | 6 114 pts   |
| 1996 | Jeux olympiques                | Atlanta    | 3e       | Décathlon  | 8 664 pts   |
| 1997 | Championnats du monde          | Athènes    | 1er      | Décathlon  | 8 837 pts   |
| 1998 | Championnats d'Europe en salle | Valence    | 4e       | Heptathlon | 6 175 pts   |
| 1998 | Championnats d'Europe          | Budapest   | 5e       | Décathlon  | 8 506 pts   |
| 1999 | Championnats du monde en salle | Maebashi   | 4e       | Heptathlon | 6 309 pts   |
| 1999 | Championnats du monde          | Séville    | 1er      | Décathlon  | 8 744 pts   |
| 2000 | Championnats d'Europe en salle | Gand       | 1er      | Heptathlon | 6 424 pts   |
| 2000 | Jeux olympiques                | Sydney     | 6e       | Décathlon  | 8 385 pts   |
| 2001 | Championnats du monde          | Edmonton   | 1er      | Décathlon  | 8 902 pts   |
| 2002 | Championnats d'Europe en salle | Vienne     | 2e       | Heptathlon | 6 424 pts   |
| 2003 | Championnats du monde en salle | Birmingham | 5e       | Heptathlon | 6 005 pts   |
| 2003 | Championnats du monde          | Paris      | 4e       | Décathlon  | 8 242 pts   |
| 2005 | Championnats du monde          | Helsinki   | 8e       | Décathlon  | 8 068 pts   |
| 2006 | Championnats d'Europe          | Göteborg   | 12e      | Décathlon  | 7 997 pts   |

## Records
| Épreuve           | Performance    | Lieu             | Date                       |
| ----------------- | -------------- | ---------------- | -------------------------- |
| 100 m             | 10 s 54        | Götzis Prague    | 3 juin 2000 3 juillet 1999 |
| Saut en longueur  | 8,07 m         | Edmonton         | 6 août 2001                |
| Lancer du poids   | 16,88 m        | Prague           | 13 mai 2000                |
| Saut en hauteur   | 2,09 m         | Götzis           | 3 juin 2000                |
| 400 m             | 47 s 56        | Athènes          | 5 août 1997                |
| 110 m haies       | 13 s 61        | Athènes          | 6 août 1997                |
| Lancer du disque  | 50,28 m        | Turnov           | 21 mai 2000                |
| Saut à la perche  | 5,00 m         | Edmonton Athènes | 7 août 2001 6 août 1997    |
| Lancer du javelot | 72,32 m        | Prague           | 4 juillet 1999             |
| 1500 m            | 4 min 27 s 63  | Paris            | 27 août 2003               |
| Décathlon         | 8 994 pts (WR) | Prague           | 4 juillet 1999             |